# Томашевич, Коста
Ко́ста Тома́шевич (сербохорв. Kosta Tomašević / Коста Томашевић; 25 июля 1923, Стари Бановци, Королевство Югославия — 13 марта 1976, Белград, Югославия) — югославский футболист, нападающий участник чемпионата мира 1950 года.

## Карьера

### Клубная
Выступал за молодёжный состав «БСК». На высшем уровне дебютировал в составе «Црвены Звезды» в 1946 году. Провёл за команду 8 сезонов в первой лиге чемпионата Югославии. Дважды становился чемпионом страны (в 1951 и 1953 гг.), трижды занимал второе место и дважды – третье. Трижды подряд становился обладателем кубка страны (1948, 1949, 1950). В 1951 году был признан лучшим бомбардиром первенства, а в 1955 разделил это звание с Предрагом Марковичем и Бернардом Вукасом.

На закате карьеры два сезона играл за клуб «Спартак Златибор Вода».

### В сборной
В 10 матчах за сборную Югославии Коста Томашевич забил 5 мячей, два из которых пришлись на матчи чемпионата мира 1950 года в Бразилии. Томашевич также выходил на поле в четвертьфинале Олимпийского футбольного турнира 1948 года и нескольких товарищеских матчах.
| Матчи и голы Косты Томашевича за сборную Югославии | Матчи и голы Косты Томашевича за сборную Югославии | Матчи и голы Косты Томашевича за сборную Югославии | Матчи и голы Косты Томашевича за сборную Югославии | Матчи и голы Косты Томашевича за сборную Югославии | Матчи и голы Косты Томашевича за сборную Югославии | Матчи и голы Косты Томашевича за сборную Югославии |
| -------------------------------------------------- | -------------------------------------------------- | -------------------------------------------------- | -------------------------------------------------- | -------------------------------------------------- | -------------------------------------------------- | -------------------------------------------------- |
| №                                                  | Дата                                               | Место проведения                                   | Соперник                                           | Счёт                                               | Голы                                               | Турнир                                             |
| 1                                                  | 9 мая 1946                                         | Прага, Чехословакия                                | Чехословакия                                       | 2:0                                                | 1                                                  | Товарищеский матч                                  |
| 2                                                  | 11 мая 1947                                        | Прага, Чехословакия                                | Чехословакия                                       | 1:3                                                | -                                                  | Товарищеский матч                                  |
| 3                                                  | 5 августа 1948                                     | Лондон, Англия                                     | Турция                                             | 3:1                                                | -                                                  | Олимпийские игры 1948                              |
| 4                                                  | 25 августа 1948                                    | Варшава, Польша                                    | Польша                                             | 1:0                                                | -                                                  | Чемпионат Балкан и Центральной Европы (не окончен) |
| 5                                                  | 28 мая 1950                                        | Белград, Югославия                                 | Дания                                              | 5:1                                                | -                                                  | Товарищеский матч                                  |
| 6                                                  | 11 июня 1950                                       | Берн, Швейцария                                    | Швейцария                                          | 4:0                                                | 1                                                  | Товарищеский матч                                  |
| 7                                                  | 25 июня 1950                                       | Белу-Оризонти, Бразилия                            | Швейцария                                          | 3:0                                                | 1                                                  | Чемпионат мира 1950                                |
| 8                                                  | 29 июня 1950                                       | Порту-Алегри, Бразилия                             | Мексика                                            | 4:1                                                | 1                                                  | Чемпионат мира 1950                                |
| 9                                                  | 1 июля 1950                                        | Рио-де-Жанейро, Бразилия                           | Бразилия                                           | 0:2                                                | -                                                  | Чемпионат мира 1950                                |
| 10                                                 | 6 февраля 1951                                     | Париж, Франция                                     | Франция                                            | 1:2                                                | 1                                                  | Товарищеский матч                                  |

Итого: 10 матчей / 5 голов; 7 побед, 0 ничьих, 3 поражения.

## Достижения

### Командные
«Црвена Звезда»
- Чемпион Югославии: 1951, 1953
- Серебряный призёр чемпионата Югославии: 1949, 1950, 1952
- Обладатель Кубка Югославии: 1948, 1949, 1950

### Личные
- Лучший бомбардир чемпионата Югославии: 1951 (16 голов), 1955 (20 голов)